# 中性粒子
中性粒子（ちゅうせいりゅうし）とは物理学における電荷をもたない粒子である。英訳はNeutral particleである。

## 安定で長寿命の中性粒子
中性粒子の粒子検出器を開発するうえでの課題は、（磁気モーメントの変化を生じる以外は）電磁気学的に相互作用しない中性粒子をいかに検出するかにあった。中性粒子は電磁気的な相互作用による飛跡を残すこともなく、磁場を使って粒子の進行方向を曲げてやることもできない。このような粒子の代表例は光子や中性子、ニュートリノである。